# Malcolm Page
Malcolm Page (Sydney, 22 de março de 1972) é um velejador australiano, bicampeão olímpico e pentacampeão mundial da classe 470.

## Carreira
Malcolm Page representou seu país nos Jogos Olímpicos de 2004, 2008 e 2012, na qual conquistou duas medalha de ouro classe 470.